# Pod královniným deštníkem
Pod královniným deštníkem (v originále 슈룹, Sjurup, „deštník“ ve střední korejštině, anglicky Under the Queen's Umbrella) je šestnáctidílné jihokorejské televizní historické drama produkované Studiem Dragon a odvysílané v roce 2022 na tvN, dostupné na streamovací platformě Netflix. V hlavních rolích se představili Kim Hje-su, Kim He-suk a Čchoi Won-jong. Seriál sleduje palácové intriky během fiktivního období za dynastie Čoson – rázná královna Im Hwa-rjong (Kim Hje-su) se snaží vzdělat nevychované mladší bratry nemocného korunního prince (Be In-hjuk) a ochránit sebe i je před královnou vdovou (Kim he-suk) a manželkami a konkubínami krále I hoa (Čchoi Won-jong) během předpokládané nástupnické krize.
Natáčení probíhalo částečně v historické čtvrti města Čondžu a částečně ve venkovních filmových kulisách nedaleko města Mungjong.

## Obsazení
- Kim Hje-su jako královna Im Hwa-rjong
- Kim He-suk jako královna vdova
- Čchoi Won-jong jako král I Ho
- Be In-hjuk jako korunní princ
- Mun Sang-min jako princ Songnam
- Jun Sang-hjen jako princ Muan
- Ju Son-ho jako princ Gjesong
- Pak Ha-džun jako princ Iljong